# Eunice (zoologia)
Eunice Cuvier, 1817, è un genere cosmopolita di anellidi della classe dei Policheti, famiglia Eunicidae. Come tutti i Policheti, comprende organismi bentonici marini.
Le specie di Eunice possono raggiungere ragguardevoli dimensioni, con corpo lungo fino a 6 metri. Sono organismi onnivori che si comportano come predatori o saprofagi e vivono sotto le pietre, nella sabbia e nella fanghiglia delle zone costiere marine e oceaniche.

## Specie
Il genere comprende circa 280 specie.